# Phyllolabis claviger
Phyllolabis claviger är en tvåvingeart som beskrevs av Osten Sacken 1877. Phyllolabis claviger ingår i släktet Phyllolabis och familjen småharkrankar. Inga underarter finns listade i Catalogue of Life.